# Ronald Bessems
Ronald (Ron) Bessems is een voormalig Nederlands wielrenner. Hij werd op 4 juli 1976 in het Belgische Gooik wereldkampioen op de weg bij de junioren. De 17-jarige Amsterdammer versloeg er in de spurt de Italiaan Corrado Donadio en de Tsjech Jiri Korous.
Bessems was een tijdgenoot van Jos Lammertink, die ook aan dat wereldkampioenschap deelnam. In tegenstelling tot Lammertink kon Bessems echter geen carrière bij de profs uitbouwen. In 1977 werd hij amateur. Hij maakte deel uit van de amateur-wielerploeg van Amstel, geleid door Herman Krott. Bij de amateurs lukte hem af en toe een succes in eigen land, o.m. in 1983 in Zandvoort en in 1984 in Bergen (Noord-Holland). In 1983 en 1984 was hij derde in het criterium de Ronde van Sint Pancras.